# 钱来苏
钱来苏（1884年6月9日—1968年12月3日），名拯，字来苏，又字太微，原籍浙江省杭县，生于奉天省奉化县，中国诗人、革命者，中央文史研究馆馆员。

## 家庭
儿子钱维仁、儿媳李凝。